# Brianka
Brianka (tiếng Ukraina: Брянка) là một thành phố của Ukraina. Thành phố này thuộc tỉnh Luhansk. Thành phố này có diện tích 63,5 km2, dân số theo điều tra dân số năm 2001 là 54767 người.